# إدوارد هرمان
إدوارد هرمان (بالألمانية: Eduard Hermann)‏ هو لغوي ألماني، ولد في 19 ديسمبر 1869 في كوبورغ في ألمانيا، وتوفي في 14 فبراير 1950 في غوتينغن في ألمانيا.

## وصلات خارجية
- إدوارد هرمان على موقع الموسوعة البريطانية (الإنجليزية)